# بورتالا
بورتالا (به اویغوری: بۆرتالا شەھىرى، به چینی: 博乐市، به پین‌یین: Bólè Shì، به مغولی: ᠪᠣᠷᠢᠲᠠᠯ᠎ᠠ ᠬᠣᠲᠠ Borotal-a qota) یک منطقهٔ مسکونی در چین است که در ولایت خودمختار بورتالا مغول واقع شده‌است. بول ۷٬۸۰۱٫۶۸ کیلومتر مربع مساحت و ۱۰۶٬۴۰۰ نفر جمعیت دارد و ۶۶۲ متر بالاتر از سطح دریا واقع شده‌است.